# Maria Liberia-Peters
Maria Liberia-Peters, född 1941, är en nederländsk politiker. 
Hon var premiärminister i Nederländska Antillerna 1984–86, 1988–94. 
Hon är medlem i Council of Women World Leaders. 